# 纳塔利娅·达维多娃
纳塔利娅·阿纳托利耶芙娜·达维多娃（羅馬化：Nataliia Anatoliivna Davydova；1985年7月22日—），乌克兰女子举重运动员。原本获得2008年北京奥运举重女子69公斤级铜牌，然而国际奥委会于2016年11月17日宣布其因没能通过禁药重检而被取消成绩。